# دنیای سینمایی مارول: فاز چهارم
فاز چهارم دنیای سینمایی مارول (انگلیسی: Marvel Cinematic Universe: Phase Four) گروهی از فیلم‌ها و سریال‌های تلویزیونی ابرقهرمانی را شامل می‌شود که توسط مارول استودیوز و براساس کمیک‌های مارول ساخته شده‌اند. فاز چهارم از سال ۲۰۲۱ تا اوایل ۲۰۲۲ اکران شد. در این فاز برای نخستین بار، مجموعه‌های تلویزیونی نیز حضور دارند. اولین سریال این فاز، وانداویژن در ژانویه ۲۰۲۱ و اولین فیلم، بیوه سیاه در ژوئیه ۲۰۲۱ منتشر شد.
فیلم‌های این فاز شامل بیوه سیاه با حضور اسکارلت جوهانسون در نقش ناتاشا رومانوف / بیوه سیاه، اترنالز با حضور گروهی از بازیگران، شانگ-چی و افسانه ده حلقه با بازی سیمو لیو، دنباله مرد عنکبوتی: دور از خانه یعنی مرد عنکبوتی: راهی به خانه نیست با بازی تام هالند، اندرو گارفیلد و توبی مگوایر همگی در نقش پیتر پارکر / مرد عنکبوتی، دنباله ثور: عشق و تندر با بازی کریس همسورث در نقش ثور، و در آخر، دنباله دکتر استرنج در چندجهانی دیوانگی با بازی بندیکت کامبربچ در نقش دکتر استرنج است که با پلنگ سیاه: واکاندا تا ابد (۲۰۲۲) به پایان رسید.
سریال‌های تلویزیونی که در این فاز در دیزنی+ پخش شدند، شامل فالکون و سرباز زمستان با بازی آنتونی مکی و سباستین استن، وانداویژن با بازی الیزابت اولسن و پل بتانی، لوکی با بازی تام هیدلستون، مجموعه انیمیشنی چه می‌شود اگر...؟ با صدای جفری رایت و هاکای با بازی جرمی رنر است. سه سریال دیگر با نام‌های خانم مارول، شوالیه ماه و شی-هالک نیز برای این فاز هستند.

## فیلم‌ها
| فیلم                            | تاریخ انتشار   | کارگردان         | فیلمنامه‌نویس                                        | تهیه‌کننده                   |
| ------------------------------- | -------------- | ---------------- | --------------------------------------------------- | --------------------------- |
| بیوه سیاه                       | ۹ ژوئیه ۲۰۲۱   | کیت شورتلند      | اریک پیرسون                                         | کوین فایگی                  |
| شانگ چی و افسانه ده حلقه        | ۳ سپتامبر ۲۰۲۱ | دستین دنیل کرتون | دیوید کالاهام و دستین دنیل کرتون و اندرو لانهام     | کوین فایگی و مارول استودیوز |
| جاودانگان                       | ۵ نوامبر ۲۰۲۱  | کلویی ژائو       | کلویی ژائو و پاتریک بورلی و رایان فیرپو و کاز فیرپو | کوین فایگی و مارول استودیوز |
| مرد عنکبوتی: راهی به خانه نیست  | ۱۷ دسامبر ۲۰۲۱ | جان واتس         | کریس مک‌کنا و اریک سامرز                             | کوین فایگی و ایمی پاسکال    |
| دکتر استرنج در چندجهانی دیوانگی | ۶ مه ۲۰۲۲      | سم ریمی          | مایکل والدرون                                       | کوین فایگی                  |
| ثور: عشق و تندر                 | ۸ ژوئیه ۲۰۲۲   | تایکا وایتیتی    | تایکا وایتیتی و جنیفر کیتین رابینسون                | کوین فایگی و مارول استودیوز |
| پلنگ سیاه: واکاندا تا ابد       | ۱۱ نوامبر ۲۰۲۲ | رایان کوگلر      | رایان کوگلر و جو رابرت کول                          | کوین فایگی                  |

### بیوه سیاه (۲۰۲۱)
بعد از وقایع کاپیتان آمریکا: جنگ داخلی، ناتاشا رومانوف مجبور می‌شود تا با گذشته‌اش روبه‌رو شود.
در فوریه ۲۰۱۴، فایگی اعلام کرد که بعد از مرور گذشتهٔ بیوه سیاه در عصر اولتران، دوست دارد در یک فیلم اختصاصی بیشتر به آن پرداخته شود. مارول چندین کار ابتدایی برای ساخت این فیلم انجام داده‌است، از جمله یک داستان اولیه بسیار عمیق که توسط پرلمن نوشته شده‌است. در مه ۲۰۱۶، فایگی اعلام کرد که مارول متعهد است که این فیلم را بسازد. تا ژانویه ۲۰۱۸، ژاک شیفر برای نوشتن فیلم‌نامهٔ این فیلم استخدام شده بود. در ژوئیه همان سال، کیت شورتلند برای کارگردانی انتخاب شد و اعلام شد که جوهانسون نقش بیوه سیاه را در این فیلم تکرار می‌کند. تا فوریه ۲۰۱۹، ند بنسون برای بازنویسی فیلم‌نامه استخدام شده بود. فیلمبرداری آن در مهٔ ۲۰۱۹ در انگلستان آغاز شد و در ماه اکتبر به پایان رسید. بیوه سیاه قرار بود ۱ مهٔ ۲۰۲۰ اکران شود. اما به خاطر دنیاگیری کووید-۱۹ اکران آن چندین بار به تعویق افتاد و نهایتاً در ۹ ژوئیه ۲۰۲۱ در سینماها و دیزنی پلاس اکران شد.

### شانگ چی و افسانه ده حلقه (۲۰۲۱)
تا دسامبر ۲۰۱۸، مارول با سرعت ویژه‌ای به دنبال توسعهٔ فیلم شانگ-چی بود، که اولین فیلم با بازیگر اصلی آسیایی در دنیای مارول محسوب می‌شد. دیوید کالاهام، فیلم‌نامه‌نویس چینی-آمریکایی برای نوشتن فیلم‌نامهٔ این فیلم استخدام شد و تا مارس ۲۰۱۹، دستین دنیل کرتون به عنوان کارگردان انتخاب شده بود. در کامیک‌کان سن‌دیگو ۲۰۱۹، سیمو لیو به عنوان بازیگر نقش اصلی اعلام شد و تونی لیانگ نیز به عنوان بازیگر ماندارین انتخاب گردید. فیلمبرداری شانگ-چی فوریهٔ ۲۰۲۰ در استرالیا آغاز شد. اما به خاطر دنیاگیری کووید-۱۹ در مارس ۲۰۲۰ متوقف شد. فیلمبرداری در اوت همان سال دوباره شروع شد و در اکتبر پایان یافت. شانگ-چی و افسانهٔ ده حلقه در ۳ سپتامبر ۲۰۲۱ اکران شد.

### جاودانگان (۲۰۲۱)
بعد از وقایع انتقام‌جویان: پایان بازی، اترنالز نژادی فضایی و جاویدان که توسط سلستیال‌ها خلق شده‌اند، با هم متحد می‌شوند تا با دویانت‌ها که در صدد نابودی بشر هستند، مقابله کنند.
تا آوریل ۲۰۱۸، مارول جلساتی را با چند فیلم‌نامه‌نویس برای ساخت فیلمی بر اساس اترنالز با محوریت شخصیت سرسی ترتیب داده بود. فایگی اعلام کرد که فیلم بر اساس این گروه «یکی از ده‌ها چیزی است که در حال بحث بر روی آن هستیم تا ببینیم که می‌توانیم آن‌ها را در برنامه جای دهیم یا نه». یک ماه بعد، متئو و رایان فرپو برای نوشتن فیلم‌نامهٔ این فیلم استخدام شدند. تا پایان سپتامبر، مارول کلویی ژائو را برای کارگردانی این فیلم استخدام کرد. فیلمبرداری این فیلم در ماه ژوئیه ۲۰۱۹ در لندن آغاز شد. در کامیک‌کان سن دیگو ۲۰۱۹، تأیید شد که ریچارد مدن، آنجلینا جولی، کمیل نانجیانی، لورن ریدلوف، برایان تایری هنری و سلما هایک به عنوان بازیگر در این فیلم حضور دارند. یک ماه بعد نیز اعلام شد جما چان به این فیلم پیوسته‌است. اترنالز ۵ نوامبر ۲۰۲۱ اکران شد.

### مرد عنکبوتی: راهی به خانه نیست (۲۰۲۱)
در آوریل ۲۰۱۷ اعلام شد که فیلم سوم مرد عنکبوتی نیز ساخته خواهد شد و تام هالند در ماه ژوئن گفت که داستان آن در طول سال آخر دبیرستان پیتر پارکر رخ خواهد داد. در ژوئیه ۲۰۱۹، کوین فایگی گفت که با توجه به صحنهٔ میان تیتراژ مرد عنکبوتی: دور از خانه، این فیلم داستانی از پیتر پارکر خواهد داشت که تا به حال در فیلمی نبوده. در اوت ۲۰۱۹، ددلاین هالیوود گزارش داد که دیزنی و سونی بر سر قرارداد جدید برای تمدید حضور پیتر پارکر در دنیای سینمایی مارول به توافق نرسیده‌اند. با این حال یک ماه بعد، اعلام شد که فیلم سوم ساخته می‌شود و کوین فایگی و ایمی پاسکال تهیه‌کنندگان آن خواهند بود. سونی کریس مک‌کنا و اریک سامرز را استخدام کرد تا بر روی فیلم‌نامهٔ قسمت سوم کار کنند. در ژوئن ۲۰۲۰ تأیید شد که جان واتس برای کارگردانی قسمت سوم بازخواهد گشت.
فیلمبرداری فیلم با تأخیر به خاطر دنیاگیری کووید-۱۹ در اکتبر ۲۰۲۰ آغاز شد و در مارس ۲۰۲۱ به پایان رسید این فیلم در ۱۷ دسامبر ۲۰۲۱ اکران شد.

### دکتر استرنج در چندجهانی دیوانگی (۲۰۲۲)
تا دسامبر ۲۰۱۸، اسکات دریکسون برای بازگشت و کارگردانی قسمت بعدی دکتر استرنج استخدام شده بود و بندیکت کامبربچ نیز بازگشتش تأیید شده بود. عنوان رسمی فیلم در کامیک‌کان سن‌دیگو ۲۰۱۹ اعلام شد و گفته شد که دریکسون قرار است در این فیلم از عناصر ترسناک کمیک‌ها استفاده نماید. در اکتبر ۲۰۱۹، جید بارتلت به عنوان نویسنده استخدام شد. در ژانویهٔ ۲۰۲۰، دریکسون اعلام کرد که به علت اختلاف با مارول از کارگردانی این فیلم کنار می‌رود، اما همچنان به عنوان تهیه‌کنندهٔ اجرایی در پروژه باقی می‌ماند. تا ماه فوریه، سم ریمی برای کارگردانی فیلم با مارول وارد مذاکره شده بود و مایکل والدرون (نویسندهٔ اصلی سریال لوکی) برای بازنویسی فیلم‌نامه استخدام شد. ریمی در آوریل ۲۰۲۰ تأیید کرد که کارگردان این فیلم خواهد بود. فیلمبرداری قرار بود در ژوئن ۲۰۲۰ آغاز شود. اما به خاطر دنیاگیری کووید-۱۹ به تعویق افتاد. فیلمبرداری در نوامبر ۲۰۲۰ آغاز شد و یک بار در ژانویه ۲۰۲۱ به خاطر کرونا متوقف شد. ولی در ماه مارس دوباره ادامه پیدا کرد و تا پایان آوریل فیلمبرداری تمام شد. دکتر استرنج در چندجهانی دیوانگی در ۶ مه ۲۰۲۲ اکران شد.
الیزابت اولسن در این فیلم در نقش واندا ماکسیموف بازی می‌کند و داستان این فیلم با سریال وانداویژن مستقیماً ارتباط دارد. به این ترتیب، این فیلم نخستین فیلم در دنیای سینمایی مارول است که مستقیماً با یکی از سریال‌های تلویزیونی‌اش در ارتباط است.

### ثور: عشق و تندر (۲۰۲۲)
در ژانویه ۲۰۱۸، کریس همسورث اعلام کرد با وجود این که قراردادش با مارول بعد از فیلم پایان بازی به پایان می‌رسد، اما دوست دارد که بازی در نقش ثور را ادامه دهد. در ژوئیه ۲۰۱۹، تایکا وایتیتی، کارگردان قسمت سوم، برای نوشتن و کارگردانی قسمت چهارم ثور استخدام شد. در کامیک‌کان سن‌دیگو ۲۰۱۹، اعلام شد که ناتالی پورتمن نیز به این مجموعه بازخواهد گشت و نقش ثور زن را ایفا می‌کند.
فیلمبرداری عشق و رعد در ژانویه ۲۰۲۱ در استرالیا آغاز شد و در ژوئن همان سال به پایان رسید. این فیلم در ۸ ژوئیه ۲۰۲۲ اکران شد.

### پلنگ سیاه: واکاندا تا ابد (۲۰۲۲)
تا اکتبر ۲۰۱۸، رایان کوگلر برای کارگردانی و نویسندگی قسمت دوم این فیلم با مارول به توافق رسیده‌است. در ژوئیه ۲۰۱۹، کوین فایگی تأیید کرد که این فیلم در مرحلهٔ آماده‌سازی قرار دارد. در نمایشگاه دیزنی در سال ۲۰۱۹، نام فیلم پلنگ سیاه ۲ اعلام و تاریخ اکران ۶ مهٔ ۲۰۲۲ برایش تعیین شد. در اوت ۲۰۲۰، چادویک بوزمن بازیگر نقش اصلی پلنگ سیاه به دلیل ابتلا به سرطان روده درگذشت. سازندگان این فیلم تصمیم گرفتند تا بازیگر جدیدی برای این نقش انتخاب نکنند. در مهٔ ۲۰۲۱ عنوان این فیلم پلنگ سیاه: واکاندا تا ابد اعلام شد. این فیلم در ۱۱ نوامبر ۲۰۲۲ اکران شد.

## مجموعه‌های تلویزیونی
| فاز چهارم                    | فاز چهارم   | فاز چهارم      | فاز چهارم      | فاز چهارم        | فاز چهارم        | فاز چهارم | فاز چهارم |
| مجموعه تلویزیونی             | فصل         | فصل            | اپیزودها       | تاریخ اصلی نمایش | تاریخ اصلی نمایش | وضعیت     | منبع      |
| مجموعه تلویزیونی             | فصل         | فصل            | اپیزودها       | نخستین           | آخرین            | وضعیت     | منبع      |
| ---------------------------- | ----------- | -------------- | -------------- | ---------------- | ---------------- | --------- | --------- |
| وانداویژن                    |             | ۱              | ۹              | ۱۵ ژانویه ۲۰۲۱   | ۵ مارس ۲۰۲۱      | منتشرشده  | [ ۶۱ ]    |
| فالکون و سرباز زمستان        |             | ۱              | ۶              | ۱۹ مارس ۲۰۲۱     | ۲۳ آوریل ۲۰۲۱    | منتشرشده  | [ ۶۲ ]    |
| لوکی                         |             | ۱              | ۶              | ۹ ژوئن ۲۰۲۱      | ۱۴ ژوئیه ۲۰۲۱    | منتشرشده  | [ ۶۳ ]    |
| چه می‌شود اگر… ؟              |             | ۱              | ۹              | ۱۱ اوت ۲۰۲۱      | ۶ اکتبر ۲۰۲۱     | منتشرشده  | [ ۶۴ ]    |
| هاکای                        |             | ۱              | ۶              | ۲۴ نوامبر ۲۰۲۱   | ۲۲ دسامبر ۲۰۲۱   | منتشرشده  | [ ۶۵ ]    |
| شوالیه ماه                   |             | ۱              | ۶              | ۳۰ مارس ۲۰۲۲     | ۴ مه ۲۰۲۲        | منتشرشده  | [ ۶۶ ]    |
| خانم مارول                   |             | ۱              | ۶              | ۸ ژوئن ۲۰۲۲      | ۱۳ ژوئیه ۲۰۲۲    | منتشرشده  | [ ۶۷ ]    |
| من گروت هستم                 |             | ۱              | ۵              | ۱۰ اوت ۲۰۲۲      | ۱۰ اوت ۲۰۲۲      | منتشرشده  | [ ۶۲ ]    |
| شی‌هالک: وکیل دادگستری        |             | ۱              | ۹              | ۱۷ اوت ۲۰۲۲      | ۱۲ اکتبر ۲۰۲۲    | منتشرشده  | [ ۶۸ ]    |
| گرگینه در شب                 |             | ویژهٔ تلویزیونی | ویژهٔ تلویزیونی | اکتبر ۲۰۲۲       | اکتبر ۲۰۲۲       | منتشرشده  | [ ۶۹ ]    |
| نگهبانان کهکشان ویژهٔ تعطیلات | دسامبر ۲۰۲۲ | دسامبر ۲۰۲۲    | ویژهٔ تلویزیونی | [ ۷۰ ]           |                  | منتشرشده  |           |

### وانداویژن
واندا ماکسیموف و ویژن زندگی ایدئال خود را در حاشیهٔ شهر می‌گذرانند که کم‌کم به چیزهایی شک می‌کنند.
این مجموعه وقایع پس از انتقام جویان: بازی پایانی را پی می‌گیرد و به مجموعه دکتر استرنج در چندجهانی جنون (۲۰۲۲) با حضور ماکسیموف ختم می‌شود. تیونا پاریس بزرگسالی مونیکا رمبو را بازی خواهد کرد. کودکی این شخصیت قبلاً با بازی اکیرا اکبر در کاپیتان مارول (۲۰۱۹) نشان داده شده بود. رندال پارک و کت دنینگز در نقش جیمی وو و دارسی لوییس حضور خواهند داشت.

### فالکون و سرباز زمستان
سم ویلسون و باکی بارنز در یک ماجراجویی جهانی گرد هم می‌آیند و توانایی‌هایشان را در بوته آزمایش می‌گذارند.
آخر اکتبر ۲۰۱۸، مالکوم اسپلمن برای نگارش فیلمنامه کوتاهی استخدام شد که روی شخصیت آنتونی مکی (سم ویلسون / فالکون) و سباستین استن (باکی بارنز / سرباز زمستان) تمرکز کند. در آوریل ۲۰۱۹ این مجموعه رسمی و نامگذاری شد. فیلمبرداری از اکتبر ۲۰۱۹ در آتلانتای جورجیا و با کارگردانی کاری اسکاگلند در ۶ قسمت آغاز شد. اما به دلیل همه‌گیری ویروس کرونا به مارس ۲۰۲۰ موکول شد. انتظار می‌رود تولید این مجموعه در اوت ۲۰۲۰ از سر گرفته شد. فالکون و سرباز زمستان در ۲۹ اسفند ۱۳۹۹ در شبکهٔ دیزنی+ پخش می‌شود.
این مجموعه وقایع پس از انتقام جویان: بازی پایانی را نشان می‌دهد. دانیل برول و امیلی ونکمپ نیز در نقش‌های هلموت زیمو و شارون کارتر حضور خواهند داشت.

### لوکی
در سپتامبر ۲۰۱۸، مارول استودیو در حال توسعه چند سریال کوتاه برای سرویس استریم شرکت مادرش دیزنی به نام، دیزنی +، به حمایت از کاراکترها از محور شود دنیای سینمایی مارول که، در فیلم‌های خودشان ستاره نبودند مانند لوکی بود؛ مایکل والدرون در فوریه ۲۰۱۹ به عنوان نویسنده اصلی و تهیه‌کننده اجرایی این سریال استخدام شد. او همچنین قرار بود قسمت آزمایشی را بنویسد. اتفاقات این سریال پس از انتقام‌جویان: پایان بازی رخ می‌دهد، که لوکی در جریان وقایع سال ۲۰۱۲ در انتقام‌جویان (۲۰۱۲) تسراکت را دزدید، که یک جدول زمانی متناوب از فیلم‌های اصلی MCU ایجاد کرد. در این سریال، لوکی از تسراکت برای سفر در زمان و تغییر تاریخ بشر استفاده می‌کند. پس از دزدیده شدن مکعب کیهانی یا تسرکت، لوکی به سرزمین جدیدی می‌رود ولی پس از چند دقیقه توسط سازمان مغایرت‌های زمانی دستگیر می‌شود. در ادامه این داستان، هدف اصلی آنها پیدا کردن شخصی است که سازمان مغایرت زمانی را بوجود آورده و خط زمانی را کنترل می‌کند.
فصل دوم این سریال در حال توسعه و قرار است به عنوان بخشی از فاز پنجم دنیای سینمایی مارول منتشر شود.

### چه می‌شود اگر...؟
این سریال پس از فصل ۱ سریال لوکی زمانی که خط‌های موازی مختلف ریشه گرفت اتفاق می‌افتد که اگر لحظات اصلی دنیای سینمایی مارول به‌طور متفاوتی رخ دهد چه اتفاقی می‌افتد.
در سپتامبر ۲۰۱۸، گزارش شد که مارول استودیوز در حال توسعه چند سریال برای سرویس استریم دیزنی پلاس است؛ تا مارس ۲۰۱۹، مارول استودیوز قصد داشت یک سریال انیمیشنی را بر اساس کمیک‌های چه می‌شود اگر تولید کند. این مجموعه آنتولوژی، توسط فایگی تولید شد و بازیگرانی که شخصیت‌های MCU را بازی می‌کنند، در این سریال نیز صداپیشگی می‌کنند. ۹ قسمت اول این سریال در فاز چهارم و ۹ قسمت آینده در فاز پنجم منتشر خواهند شد.

### هاکای
در آوریل ۲۰۱۹ اعلام شد که مجموعه محدودی با تمرکز بر شخصیت جرمی رنر (کلینت بارتون / هاکای) تولید خواهد شد که در آن، بارتون، شنل هاکای را به شخصیت کیت بیشاپ می‌دهد. در سپتامبر ۲۰۱۹، گفته شد که هیلی استاینفلد نقش بیشاپ را بر عهده خواهد گرفت.
این مجموعه بعد از رخدادهای انتقام‌جویان: پایان بازی روایت می‌شود.

### خانم مارول
در سال ۲۰۱۹ اعلام شد که مجموعه ای با تمرکز بر کامالا خان/ خانم مارول تولید خواهد شد. نخستین بار در سپتامبر ۲۰۱۶، این شخصیت وارد دنیای سینمایی مارول شد و جو کوئسادا بیان کرد که استودیوهای مارول بخاطر موفقیت سریع و محبوبیت خانم مارول قصد دارد او را در «دیگر رسانه‌ها» نیز وارد کند. بری لارسون، بازیگر کاپیتان مارول نیز برای معرفی خان به دنباله کاپیتان مارول اظهار علاقه کرد. خانم مارول در ۲۰۲۲ منتشر شد.

### شوالیه ماه
مارک اسپکتور / مون نایت مزدوری است که به بیماری اختلال تجزیه هویت مبتلا است. او در یک معمای مرگبار که توسط خدایان مصر باستان احاطه شده و با هویت‌های چندگانه‌اش مانند استیون گرانت همراه است، سوق داده می‌شود.
در سال ۲۰۱۹ استودیوهای مارول علام کرد که مجموعه‌ای با تمرکز بر مارک اسپکتر / شوالیه ماه تولید خواهد کرد. در نوامبر ۲۰۱۹، جرمی اسلیتر بعنوان سرپرست نویسندگان این کار انتخاب شد. شوالیه ماه در سال ۲۰۲۲ از ۳۰ مارس تا ۴ مه متشکل از ۶ قسمت پخش شد.

### شی‌هالک: وکیل دادگستری
جنیفر والترز / شی‌هالک به عنوان یک وکیل مجرد در ۳۰ سالگی زندگی پیچیده‌ای دارد. او دختر عموی بروس بنر است که بعد از انتقال خون بروس به او، قدرت‌های ماورایی کسب می‌کند.
در سال ۲۰۱۹ استودیوهای مارول اعلام کرد که مجموعه ای با تمرکز بر جنیفر والترز / هالک دخت خواهند ساخت. این سریال در تاریخ ۱۷ اوت ۲۰۲۲ پخش خواهد شد.

### نگهبانان کهکشان ویژه تعطیلات
در دسامبر ۲۰۲۰، استودیوهای مارول اعلام کردند جیمز گان نویسندگی و کارگردانی یک برنامه ویژه تلویزیونی از نگهبانان کهکشان را به عهده خواهد داشت. فیلمبرداری حین تولید نگهبانان کهکشان بخش ۳ (۲۰۲۳) رخ خواهد داد و در اواخر ۲۰۲۲ پخش می‌شود.
نگهبانان کهکشان ویژه تعطیلات به ماجراهای بین نگهبانان کهکشان بخش ۲ (۲۰۱۷) و بخش ۳ می‌پردازد.

### من گروت هستم
در دسامبر ۲۰۲۰، کوین فایگی ، رئیس مارول استودیوز، مجموعه‌ای از فیلم‌های کوتاه با بازی گروت کودک را معرفی کرد. در آوریل ۲۰۲۱، جیمز گان، نویسنده و کارگردان فیلم‌های نگهبانان کهکشان، تأیید کرد که این مجموعه انیمیشنی خواهد بود و گان به‌عنوان تهیه‌کننده اجرایی در این مجموعه خدمت می‌کند. این مجموعه در اوت ۲۰۲۲ در دیزنی پلاس منتشر شد.

## بازخورد
| فیلم                            | تاریخ انتشار   | ارقام به دلار آمریکا | ارقام به دلار آمریکا | پاسخ انتقادی | پاسخ انتقادی | پاسخ انتقادی | پاسخ انتقادی |
| فیلم                            | تاریخ انتشار   | ارقام به دلار آمریکا | ارقام به دلار آمریکا | منتقدان      | منتقدان      | تماشاگران    | تماشاگران    |
| فیلم                            | تاریخ انتشار   | بودجه                | فروش گیشه            | راتن تومیتوز | متاکریتیک    | سینماسکور    | پست‌ترک       |
| ------------------------------- | -------------- | -------------------- | -------------------- | ------------ | ------------ | ------------ | ------------ |
| بیوه سیاه                       | ۹ ژوئیه ۲۰۲۱   | ۲۰۰ میلیون           | ۳۷۹٫۸ میلیون         | ۷۹٪          | ۶۷           | «A-»         | ۸۸٪          |
| شانگ چی و افسانه ده حلقه        | ۳ سپتامبر ۲۰۲۱ | ۱۵۰–۲۰۰ میلیون       | ۴۳۲٫۲ میلیون         | ۹۱٪          | ۷۱           | «A»          | ۹۱٪          |
| جاودانگان                       | ۵ نوامبر ۲۰۲۱  | ۲۰۰ میلیون           | ۴۰۲٫۱ میلیون         | ۴۷٪          | ۵۲           | «B»          | ۷۸٪          |
| مرد عنکبوتی: راهی به خانه نیست  | ۱۷ دسامبر ۲۰۲۱ | ۲۰۰ میلیون           | ۱٫۹۰۱ میلیارد        | ۹۳٪          | ۷۱           | «A+»         | ۹۶٪          |
| دکتر استرنج در چندجهانی دیوانگی | ۶ مه ۲۰۲۲      | ۲۰۰ میلیون           | ۹۵۵ میلیون           | ۷۴٪          | ۶۰           | «B+»         | ۸۲٪          |
| ثور: عشق و تندر                 | ۸ ژوئیه ۲۰۲۲   | ۲۵۰ میلیون           | ۷۳۷٫۱ میلیون         | ۶۵٪          | ۵۷           | «B+»         | ۷۷٪          |
| مجموع/میانگین                   | مجموع/میانگین  | ۱٬۲–۱٬۲۵ میلیارد     | ۴٬۸ میلیارد          | ۷۵٪          | ۶۳/۱۰۰       | ن/م          | ۸۵٪          |